# Shōnai-dōri (metropolitana di Nagoya)
Shōnai-dōri (庄内通駅?, Shōnai-dōri-eki) è una stazione della metropolitana di Nagoya situata nel quartiere di Nishi-ku, nel centro di Nagoya ed è servita dalla linea Tsurumai. Questa stazione è stata realizzata in un secondo momento a linea aperta.

## Linee
Metropolitana di Nagoya
 Linea Tsurumai

## Struttura
La stazione, sotterranea, possiede un marciapiede a isola con due binari passanti.
| 1 | Linea Tsurumai | per Akaike e Toyotashi  |
| 2 | Linea Tsurumai | per Kami-Otai e Inuyama |

## Stazioni adiacenti
| «                    | Servizio       | »              |
| Linea Tsurumai       | Linea Tsurumai | Linea Tsurumai |
| -------------------- | -------------- | -------------- |
| Shōnai Ryokuchi Kōen | -              | Jōshin         |